# Останній герой
«Останній герой» — один із найпопулярніших проєктів світу, який знімали у 43 країнах, уперше реалізовано в Україні. На тропічний острів у пошуках пригод та неймовірних випробувань вирушила команда з 18 сміливців. Серед них — українські зірки шоу-бізнесу, спорту та телебачення, які не побоялися ризикнути комфортом і навіть здоров'ям для участі у проєкті. Інші учасники — звичайні шукачі пригод, які пройшли всеукраїнський кастинг. Протягом чотирьох місяців усім їм, відомим зіркам та тим, кому зірками лише належить стати у проєкті, треба було доводити, що саме вони гідні поборотися за звання «Останнього героя»!
Аби знайти найкращих із найкращих, творчій групі проєкту довелося переглянути понад десять тисяч заявок на участь. Серед претендентів були школярі та пенсіонери, тишки та екстремали, пілоти, дресирувальники, чинний народний депутат України і навіть рекордсмен книги рекордів Гіннесса!
Учасники проєкту провели 40 днів і ночей на островах Гібраліон та Мого-Мого, загублених у Тихому океані біля берегів американського континенту. Два кілограми рису на 18 людей, кілька знарядь праці, власні руки та голови — це все, на що доводилося розраховувати новим робінзонам.

## Правила гри
Учасники розділені на 2 племені (плем'я води і плем'я піску), кожне з яких проживає на окремому острові. Кожні 3 дні два племені сходяться в конкурсному поєдинку, переможець якого отримує «імунітет». Команда, що програла відправляється на «рада племені», де за допомогою таємного голосування обирає людину, яка покине гру.
Через деякий час два племені об'єднуються в одне. З цього моменту кожен з учасників починає грати сам за себе. Так само, як і раніше, кожні три дні на учасників чекає конкурс, де переможець отримує «особистий імунітет», який означає, що проти даного учасника не можна голосувати на найближчому «раді племені».
Гра триває до тих пір, поки в грі не залишаться 2 учасники, з яких колишні одноплемінники виберуть одного, який і отримає головний приз.

## 1 сезон
Вони пережили біль і втрати, непідробний страх і справжній голод, зазнали гірке зрада і знайшли щирих друзів. З 18 сміливців залишитися повинен тільки один. Сьогодні в фіналі «Останнього героя» було названо ім'я переможця проєкту. Ним став Андрій Ковальський.
Боротьба, обострявшаяся з кожною програмою проєкту, до фіналу досягла свого піку: імунітети пішли в минуле, учасник, програвав конкурс, зобов'язаний покинути проєкт. В результаті першої компанію фіналістів проєкту зі сльозами на очах покинула Юлія Лаута.
Наступним з гри вилетів Олексій Лазаренко. Останнє змагання проєкту виграв Андрій Ковальський. У важкому силовому конкурсі професійний хокеїст Лазаренко не зміг боротися з Кирилом Туриченко за другу путівку в останній етап фіналу: травма коліна дала про себе знати і перешкодила отримають перемогу.
Визначити переможця проєкту «Останній герой» належало всім сімом учасникам племені «Сонця». Зібравшись на свій останній рада, колишні одноплемінники повинні були між Кирилом Туриченко і Андрієм Ковальським вибрати Героя. Зробити вибір виявилося непросто — останнє голосування стало найдраматичнішим моментом фіналу. З перевагою в один голос першим «Останнім героєм» України став ведучий «Факти. Спорт» Андрій Ковальський.
- Головне не гроші, головне — що я поборов свої страхи, переступив через себе в цьому проєкті. І стовідсотково помінявся, — прокоментував свою перемогу Андрій.
Одні учасники, віддавши голос за Андрія, відзначили його незаплямованість в інтригах, силу і спокій, то, як він змінився на проєкті. Інші просто голосували проти Кирила Туриченко, зумів налаштувати проти себе частину одноплемінників.
- Доля «Останнього героя» залежала тільки від вас, — сказав провідний Остап Ступка, звертаючись до проголосували учасникам. — Мені залишається привітати всіх, хто не дійшов до фіналу, тих, хто дійшов. І переможця проєкту. Андрій — ви перший «Останній герой» України!

### Фіналісти першого сезону
Андрій Ковальський — переможець, ведучий «Факти. Спорт»
Кирило Туриченко — музикант, співак
Олексій Лазаренко — український хокеїст
Юлія Лаута — співачка і телеведуча

### Учасники першого сезону
Плем'я води: Сергій Атанасов, Валерія Крук (Кульбаба), Василіса Фролова, Олена Пащенко, Наталія Пугачова, Юлія Лаута, Інна Русан, Катерина Сільченко, Стелла Захарова.
Плем'я піску: Андрій Куликов, Слава Варда, Андрій Ковальський, Олексій Лазаренко, Олеся Спєлова, В'ячеслав Узелков, Олександр Зайома, Максим Давиденко, Кирило Туриченко.

## 2 сезон
Олексій Дівєєв-Церковний — переможець, телеведучий

### Учасники другого сезону
Плем'я акул: Олександр Ліневич, Аліса Шпак, Андрій Монін, Ксенія Горб, Дмитро Селянський, Яна Рєпіна, Марина Козерод, Євген Генсюровскій.
Плем'я кайманів: Алла Сагарда, Олексій Дівєєв-Церковний, Анна Тесленко, Євген Лаптєв, Галина Малініна, Олег Лісогор, Марина Кулешова, Сергій Ковальов.

## Рейтинги
Випуск 1 — рейтинг 6,33 %, частка 16,09 %
Випуск 13 — рейтинг 8,31 %, частка 20,31 %